# Mesochorus divaricatus
Mesochorus divaricatus là một loài tò vò trong họ Ichneumonidae.